# Gerning Sogn
Gerning Sogn er et sogn i Favrskov Provsti (Århus Stift).
I 1800-tallet var Gerning Sogn anneks til Hvorslev Sogn. Begge sogne hørte til Houlbjerg Herred i Viborg Amt. Hvorslev-Gerning sognekommune blev ved kommunalreformen i 1970 indlemmet i Hvorslev Kommune, som ved strukturreformen i 2007 indgik i Favrskov Kommune.
I Gerning Sogn ligger Gerning Kirke.
I sognet findes følgende autoriserede stednavne:
- Borridsø (bebyggelse, ejerlav)
- Borridsø Mark (bebyggelse)
- Danstrup (bebyggelse, ejerlav)
- Danstrup Mark (bebyggelse)
- Gerning (bebyggelse, ejerlav)
- Kraghede (bebyggelse)
- Orholm (bebyggelse)
- Stærkær (bebyggelse, ejerlav)
- Tind (bebyggelse, ejerlav)